# Isola delle Femmine vasútállomás
Isola delle Femmine vasútállomás egy vasútállomás Olaszországban, Szicília régióban, Palermo megyében, Isola delle Femmine településen. Forgalma alapján az olasz vasútállomás-kategóriák közül az ezüst kategóriába tartozik.

## Vasútvonalak
Az állomást az alábbi vasútvonalak érintik:
- Palermo Notarbartolo–Palermo Aeroporto railway